# Neogalissus pelidnos
Neogalissus pelidnos is een keversoort uit de familie boktorren (Cerambycidae). De wetenschappelijke naam van de soort is voor het eerst geldig gepubliceerd in 1981 door Monné & Martins.